# Antropologia visual
L'antropologia visual és un branca de l'antropologia social que s'ocupa de l'estudi i la producció de fotografia etnogràfica, cinema i, des de mitjans dels anys 1990, nous mitjans. Més recentment ha estat utilitzada per la història de la ciència i la cultura visual. Encara que de vegades s'ha confós erròniament amb el cinema etnogràfic, l'antropologia visual abasta l'estudi antropològic de totes les representacions visuals com la dansa i altres tipus d'actuacions artístiques, els museus i els arxius, totes les arts visuals i la producció i recepció dels mitjans de comunicació de masses. La història i l'anàlisi de les representacions de moltes cultures formen part de l'antropologia visual i els temes de recerca inclouen: sandpainting, tatuatges, escultures i relleus, pintures rupestres, scrimshaw, joies, jeroglífics, pintures i fotografies. També dins d'aquest àmbit d'actuació es troben els estudis de la perspectiva humana, la relació de la forma visual i la funció, i els usos aplicats i col·laboratius de les representacions visuals.
L'antropologia multimodal comprèn l'últim gir de l'antropologia visual, car considera com les tecnologies emergents com la realitat virtual immersiva, la realitat augmentada, la intel·ligència artificial, les aplicacions mòbil, les xarxes socials i els videojocs, juntament amb el cinema, la fotografia i l'art estan remodelant la recerca, la pràctica i l'ensenyament antropològics.

## Història

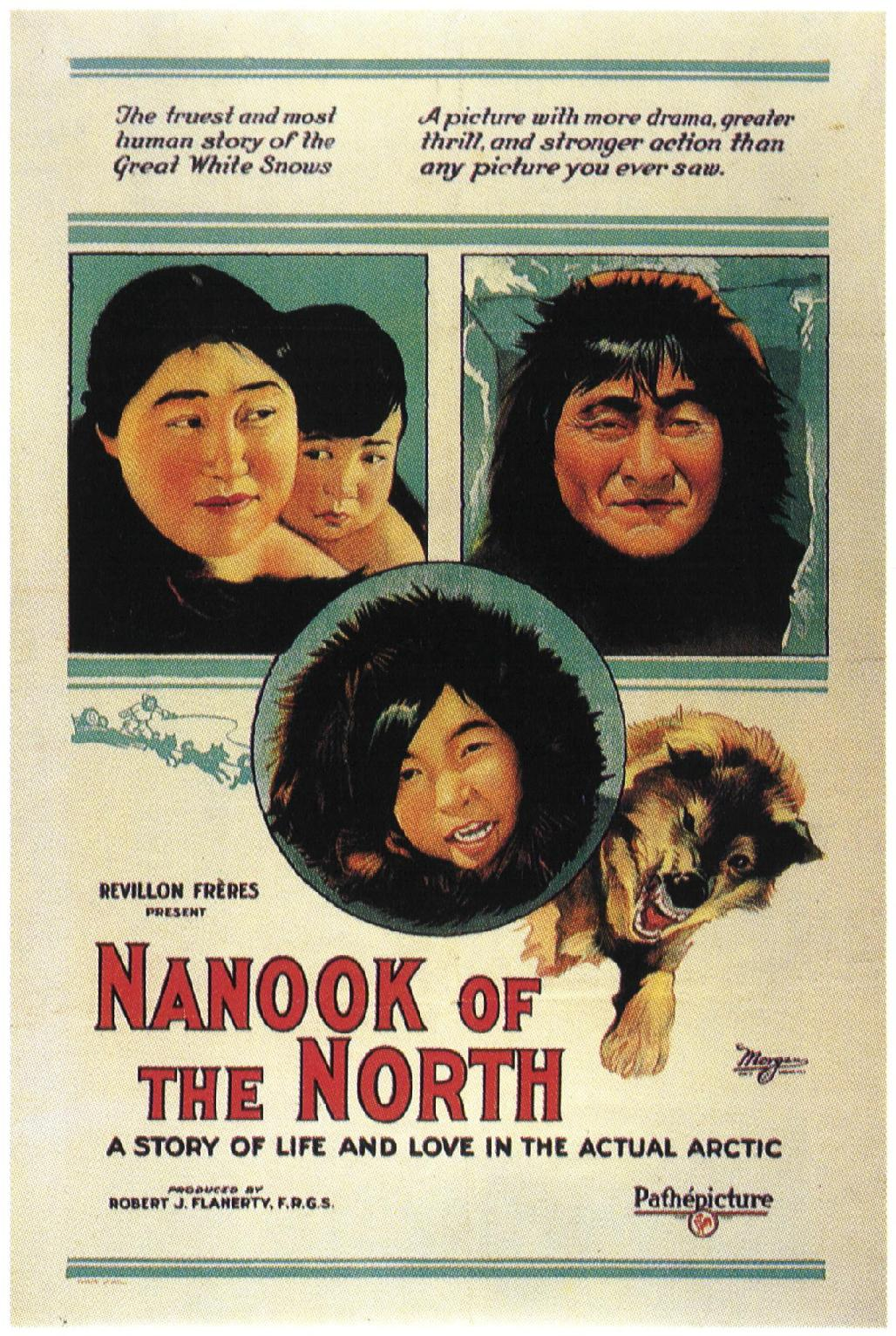

Fins i tot abans de l'aparició de l'antropologia com a disciplina acadèmica a la dècada del 1880, l'etnologia utilitzava la fotografia com a eina d'investigació amb el propòsit d'enregistrar per a la posteritat les formes de vida de les societats pretesament condemnades a l'extinció, com per exemple la fotografia nativa nord-americana d'Edward Curtis.
La història del cinema antropològic s'entrellaça amb la del cinema de no-ficció i documental, tot i que l'etnoficció es pot considerar un subgènere genuí del cinema etnogràfic. Algunes de les primeres pel·lícules d'aquest tipus es van fer amb equipament de Louis Lumière (Promenades des Éléphants à Phnom Penh, 1901). Robert Flaherty, probablement més conegut per les seves pel·lícules que narraven la vida dels pobles de l'Àrtida (Nanuk l'esquimal, 1922), es va convertir en cineasta el 1913 quan el seu cap li va recomanar que portés amb ell una càmera en una expedició al nord. Flaherty es va centrar en les formes de vida «tradicionals» dels inuit, ometent, amb poques excepcions, signes de modernitat entre els seus temes cinematogràfics (fins al punt de negar-se a utilitzar un rifle per ajudar a matar una morsa que els seus informants havien arponat mentre els filmava).
A la dècada del 1940 i principis de la del 1950, antropòlegs com Hortense Powdermaker, Gregory Bateson i Margaret Mead van aportar perspectives antropològiques als mitjans de comunicació de masses i a la representació visual. Karl G. Heider assenyala en la seva edició revisada d'Ethnographic Film (2006) que després de Bateson i Mead, la història de l'antropologia visual es defineix per «les obres de quatre homes que van estar actius durant la major part de la segona meitat del segle xx: Jean Rouch, John Marshall, Robert Gardner i Tim Asch».
El 1966, el cineasta Sol Worth i l'antropòleg John Adair van ensenyar a un grup d'indis navahos d'Arizona com filmar pel·lícules de 16 mm. La hipòtesi era que les eleccions artístiques fetes pels navahos reflectirien l'«estructura perceptiva» del món navaho. Dècades després, però, el treball ha inspirat una varietat d'iniciatives antropològiques participatives i aplicades, que van des de la fotoveu fins a les col·leccions de museus virtuals, en les quals es donen càmeres als col·laboradors locals com a estratègia d'apoderament.
Als Estats Units d'Amèrica, l'antropologia visual va introduir-se al món acadèmic l'any 1958 amb la creació del Centre d'Estudis de Cinema al Museu Peabody d'Arqueologia i Etnologia de la Universitat Harvard. A Anglaterra, el Granada Center for Visual Anthropology de la Universitat de Manchester es va fundar l'any 1987 per a oferir formació en antropologia i realització de cinema a estudiants de màster, de doctorat i als graduats, els quals han produït més de 300 pel·lícules. John Collier, Jr. va escriure el primer llibre sobre aquest camp l'any 1967, i molts antropòlegs visuals dels anys 1970 van confiar en semiòlegs com Roland Barthes per a obtenir perspectives crítiques fonamentals. Les contribucions a la història de l'antropologia visual inclouen les d'Emilie de Brigard (1967), Fadwa El Guindi (2004) i Beate Engelbrecht (2007). Girar la lent antropològica sobre l'Índia proporciona una contrahistòria de l'antropologia visual (Khanduri 2014). De manera més àmplia, des de l'antropologia visual s'ha suggerit de fer de la cultura visual el centre de l'exploració de l'experiència social i política, i donar primacia al visual enfront d'un enfocament convencional de les ciències socials que tracta el visual com a secundari de les fonts escrites i el discurs (Pinney 2005; Kalantzis 2019).
Als Estats Units, pel·lícules etnogràfiques es mostren cada any al Margaret Mead Film Festival, així com al Festival anual de cinema i mitjans de comunicació de l'American Anthropological Association. A Europa, les pel·lícules etnogràfiques es mostren al Royal Anthropological Institute Film Festival a Anglaterra, al Jean Rouch Film Festival a França, Ethnocineca a Àustria i Ethnofest a Grècia.